# Pont de la Puda de Montserrat
El pont de la Puda de Montserrat era un pont de fusta sobre el riu Llobregat, al municipi d'Esparreguera, construït el 1858 per unir els dos edificis del balneari La Puda de Montserrat, situats a banda i banda del riu. Enllaçava amb la carretera construïda el 1834 des d'Esparreguera fins al balneari, i de l'altra riba amb la carretera que venia de l'estació de ferrocarril d'Olesa de Montserrat.
El primer pont l'encarregà Joaquim Pedrosa, arrendatari del balneari, a començaments de l'any 1858 a l'arquitecte Elies Rogent i Amat, qui durant la construcció del pont va conèixer a Joaquima, filla de Joaquim Pedrosa, amb qui es va casar aquell mateix any. El pont feia 54,15 metres de llargada i 3,84 metres d'amplada, amb una coberta a 2,66 metres sobre el paviment en el punt d'arrencada. Estava construït amb encavallades de fusta en forma de gelosia, amb un pilar de fusta a uns 12,5 metres de l'estrep de la riba dreta. Sobre el pont hi passaven carruatges i cavalleries. El 1864 es va reforçar el pont amb un segon pilar, aquest d'obra, a 13,5 metres de l'altre pilar, ja que l'estructura s'havia debilitat a causa de la trepidació que causaven els carruatges i cavalls. El pont reconstruït es va anar deteriorant amb el pas dels anys, fins que el 1876 l'Ajuntament d'Esparreguera va prohibir-hi el pas. Els aleshores amos del balneari, Eusebi Coronas i Joan Garriga, encarregaren un estudi a l'arquitecte Antoni Rovira i Trias, que va dictaminar que pel pont només podien pasar-hi persones.

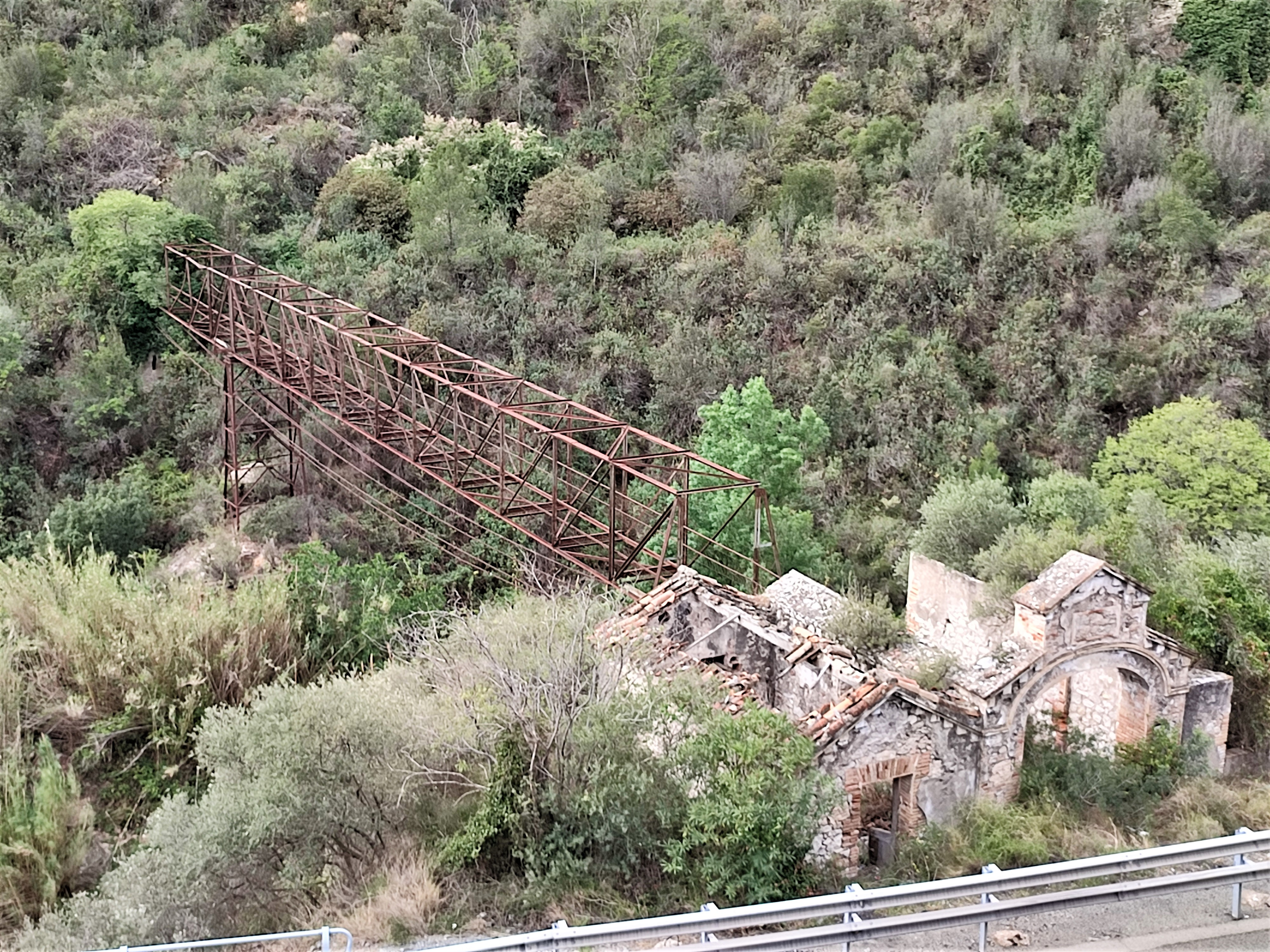
Restes de la passarel·la de ferro

A la dècada de 1890 es va substituir el pont per un altre més estret, també de fusta, que al seu torn va ser substituït a la dècada de 1930 per una passarel·la de ferro, de la que encara en queden les restes.